# Eerste klasse (2020/2021)
Belgian Pro League 2020/2021 (nl: Eerste klasse; fr: Championnat de Belgique de football; de: Pro League) (oficjalnie znana jako Professional Football 1A, ze względów sponsorskich znana jako Jupiler Pro League ze względów sponsorskich) – 118. edycja najwyższej klasy rozgrywkowej piłki nożnej w Belgii. 
Brało w niej udział 18 drużyn, które w okresie od 8 sierpnia 2020 do 23 maja 2021 rozegrały w dwóch fazach 40 kolejek meczów. Tytuł mistrzowski obroniła drużyna Club Brugge zdobywając drugi tytuł z rzędu, a siedemnasty w swojej historii

## Format rozgrywek
Po sezonie zasadniczym cztery najlepsze drużyny kwalifikują się do baraży o mistrzostwo (potocznie zwanych „Play-offs I”), zaś drużyny z miejsc od 5 do 8 do baraży o Ligę Konferencji (potocznie zwanych „Play-offs II”). Bezpośrednio spada z ligi ostatni zespół, drużyna z 15. miejsca zagra z drugą drużyną Challenger Pro League o ostatnie miejsce w belgijskiej Pro League 2021/22.

## Drużyny
| Uczestnicy poprzedniej edycji | Uczestnicy poprzedniej edycji | Uczestnicy poprzedniej edycji | Uczestnicy poprzedniej edycji |
| --- | ----------------------------- | ----------------------------- | ----------------------------- |
| CLB | Club Brugge                   | Brugia                        | 1                             |
| KAA | KAA Gent                      | Gandawa                       | 2                             |
| CHA | Charleroi                     | Charleroi                     | 3                             |
| ANT | Royal Antwerp                 | Antwerpia                     | 4                             |
| STL | Standard Liège                | Liège                         | 5                             |
| KVM | KV Mechelen                   | Mechelen                      | 6                             |
| GNK | KRC Genk                      | Genk                          | 7                             |
| AND | RSC Anderlecht                | Anderlecht                    | 8                             |
| ZWA | SV Zulte Waregem              | Waregem                       | 9                             |
| EXM | Royal Excel Mouscron          | Mouscron                      | 10                            |
| KVK | Kortrijk                      | Kortrijk                      | 11                            |
| STR | Sint-Truiden                  | Sint-Truiden                  | 12                            |
| EUP | KAS Eupen                     | Eupen                         | 13                            |
| CER | Cercle Brugge                 | Brugia                        | 14                            |
| OOS | KV Oostende                   | Ostenda                       | 15                            |
| WAA | Waasland-Beveren              | Beveren                       | 16                            |
| Awans z Eerste klasse B |                               |                               |                               |
| OHL | OH Leuven                     | Heverlee                      | [ a ]                         |
| BEE | Beerschot VA                  | Antwerpia                     | [ b ]                         |
| Oznaczenia: - kolumna pierwsza – skróty nazw drużyn, - kolumna trzecia – siedziba klubu, - kolumna czwarta – miejsce zajęte w poprzednim sezonie. |                               |                               |                               |

## Faza zasadnicza

### Tabela
| Lp. | Drużyna                  | M  | Z  | R  | P  | B+ | B– | +/– | Pkt | Kwalifikacja lub spadek |
| --- | ------------------------ | -- | -- | -- | -- | -- | -- | --- | --- | ----------------------- |
| 1   | Club Brugge (Z)          | 34 | 24 | 4  | 6  | 73 | 26 | +47 | 76  | play-offs I             |
| 2   | Royal Antwerp            | 34 | 18 | 6  | 10 | 57 | 48 | +9  | 60  | play-offs I             |
| 3   | Anderlecht               | 34 | 15 | 13 | 6  | 51 | 34 | +17 | 58  | play-offs I             |
| 4   | Genk                     | 34 | 16 | 8  | 10 | 67 | 48 | +19 | 56  | play-offs I             |
| 5   | Oostende                 | 34 | 15 | 8  | 11 | 49 | 41 | +8  | 53  | play-offs II            |
| 6   | Standard Liège           | 34 | 13 | 11 | 10 | 52 | 41 | +11 | 50  | play-offs II            |
| 7   | Gent                     | 34 | 14 | 7  | 13 | 55 | 42 | +13 | 49  | play-offs II            |
| 8   | Mechelen                 | 34 | 13 | 9  | 12 | 54 | 54 | 0   | 48  | play-offs II            |
| 9   | Beerschot                | 34 | 14 | 5  | 15 | 58 | 64 | −6  | 47  |                         |
| 10  | Zulte Waregem            | 34 | 14 | 4  | 16 | 53 | 69 | −16 | 46  |                         |
| 11  | OH Leuven                | 34 | 12 | 9  | 13 | 54 | 59 | −5  | 45  |                         |
| 12  | Eupen                    | 34 | 10 | 13 | 11 | 44 | 55 | −11 | 43  |                         |
| 13  | Royal Charleroi          | 34 | 11 | 9  | 14 | 46 | 49 | −3  | 42  |                         |
| 14  | Kortrijk                 | 34 | 11 | 6  | 17 | 44 | 57 | −13 | 39  |                         |
| 15  | Sint-Truiden             | 34 | 10 | 8  | 16 | 41 | 52 | −11 | 38  |                         |
| 16  | Cercle Brugge            | 34 | 11 | 3  | 20 | 40 | 51 | −11 | 36  |                         |
| 17  | Waasland-Beveren (B, S)  | 34 | 8  | 7  | 19 | 44 | 70 | −26 | 31  | baraż o utrzymanie      |
| 18  | Royal Excel Mouscron (S) | 34 | 7  | 10 | 17 | 32 | 54 | −22 | 31  | Eerste klasse B         |

1. ↑  Zwycięzca sezonu regularnego ma zapewniony występ w drugiej rundzie kwalifikacyjnej Ligi Konferencji Europy UEFA.

### Wyniki
| Gospodarz \ Gość     | AND | ANT | BEE | CER | CHA | CLU | EUP | EXM | GNK | GNT | KVK | KVM | OHL | OOS | STR | STA | W-B | ZWA |
| -------------------- | --- | --- | --- | --- | --- | --- | --- | --- | --- | --- | --- | --- | --- | --- | --- | --- | --- | --- |
| Anderlecht           |     | 0–2 | 0–1 | 3–2 | 0–1 | 1–1 | 1–0 | 1–1 | 1–2 | 0–0 | 0–3 | 1–1 | 3–2 | 2–1 | 3–0 | 1–0 | 1–1 | 1–1 |
| Royal Antwerp        | 1–0 |     | 2–0 | 2–1 | 0–0 | 2–0 | 0–1 | 1–1 | 1–1 | 2–0 | 2–1 | 2–1 | 0–0 | 3–1 | 2–1 | 1–1 | 0–1 | 3–0 |
| Beerschot            | 1–3 | 2–1 |     | 1–1 | 0–1 | 3–1 | 1–1 | 0–0 | 0–3 | 0–1 | 1–0 | 2–0 | 2–1 | 1–2 | 2–0 | 0–1 | 1–1 | 0–2 |
| Cercle Brugge        | 2–1 | 1–1 | 3–0 |     | 0–1 | 2–1 | 1–0 | 1–1 | 0–2 | 0–2 | 2–1 | 1–0 | 1–2 | 0–0 | 1–1 | 3–5 | 1–1 | 2–2 |
| Royal Charleroi      | 1–2 | 3–0 | 2–1 | 1–1 |     | 2–2 | 0–1 | 2–1 | 1–2 | 3–1 | 2–2 | 1–0 | 0–1 | 1–1 | 3–3 | 1–0 | 1–1 | 1–2 |
| Club Brugge          | 3–1 | 0–2 | 2–0 | 2–1 | 0–2 |     | 1–2 | 0–1 | 1–0 | 2–2 | 2–1 | 1–1 | 2–0 | 1–0 | 2–3 | 2–2 | 1–0 | 3–2 |
| Eupen                | 4–2 | 1–0 | 3–4 | 1–1 | 1–0 | 1–1 |     | 1–0 | 0–0 | 1–0 | 2–1 | 1–0 | 3–1 | 1–1 | 2–2 | 1–1 | 1–1 | 1–1 |
| Royal Excel Mouscron | 1–1 | 3–0 | 2–1 | 1–1 | 2–2 | 2–1 | 0–0 |     | 4–0 | 1–1 | 0–1 | 1–0 | 2–1 | 0–1 | 1–2 | 1–2 | 0–1 | 1–2 |
| Genk                 | 4–0 | 1–1 | 2–1 | 2–3 | 1–1 | 0–0 | 3–1 | 4–1 |     | 1–1 | 1–2 | 0–0 | 1–1 | 3–0 | 2–1 | 3–0 | 3–0 | 2–4 |
| Gent                 | 2–1 | 2–1 | 0–0 | 1–0 | 1–2 | 0–2 | 0–2 | 1–2 | 0–0 |     | 3–0 | 2–1 | 2–1 | 2–1 | 1–3 | 2–1 | 3–1 | 0–1 |
| Kortrijk             | 0–1 | 1–1 | 3–5 | 1–1 | 1–1 | 1–1 | 0–0 | 0–0 | 1–1 | 2–2 |     | 1–2 | 1–5 | 2–0 | 2–0 | 2–0 | 3–1 | 0–0 |
| Mechelen             | 1–2 | 2–0 | 2–1 | 4–0 | 0–3 | 0–0 | 3–1 | 2–2 | 1–2 | 2–2 | 2–1 |     | 1–0 | 1–0 | 1–4 | 0–1 | 1–0 | 3–1 |
| OH Leuven            | 0–0 | 3–0 | 0–0 | 1–1 | 0–1 | 2–1 | 4–2 | 0–1 | 1–3 | 1–4 | 3–1 | 2–2 |     | 0–1 | 2–2 | 4–0 | 0–0 | 1–0 |
| Oostende             | 1–1 | 4–2 | 2–0 | 1–1 | 2–0 | 2–3 | 0–2 | 4–0 | 0–0 | 3–1 | 1–0 | 2–2 | 1–2 |     | 1–2 | 0–1 | 1–0 | 2–4 |
| Sint-Truiden         | 0–1 | 2–0 | 1–0 | 1–2 | 3–0 | 1–1 | 0–0 | 3–0 | 0–2 | 1–1 | 1–0 | 1–2 | 2–1 | 1–0 |     | 2–0 | 0–2 | 1–0 |
| Standard Liège       | 0–2 | 0–0 | 2–1 | 0–1 | 3–0 | 1–1 | 2–1 | 0–0 | 1–0 | 4–1 | 1–0 | 1–2 | 0–2 | 2–1 | 2–1 |     | 1–2 | 4–3 |
| Waasland-Beveren     | 1–2 | 4–2 | 1–2 | 5–0 | 4–0 | 2–0 | 0–2 | 0–0 | 2–1 | 0–0 | 0–0 | 0–1 | 2–2 | 1–1 | 1–0 | 0–2 |     | 0–1 |
| Zulte Waregem        | 3–0 | 1–1 | 2–1 | 0–3 | 4–2 | 1–2 | 3–1 | 3–0 | 1–1 | 0–1 | 2–1 | 1–0 | 1–5 | 1–0 | 4–1 | 1–1 | 2–0 |     |

## Faza finałowa
Punkty zdobyte w sezonie zasadniczym zostały zmniejszone o połowę (i zaokrąglone w górę) przed rozpoczęciem fazy play-off. Pierwotnie czwarta drużyna w fazie Play-off I (lub drużyna zajmująca trzecie miejsce, jeśli zwycięzcy sezonu zasadniczego zajmą czwarte miejsce) 
i pierwsza drużyna w fazie Play-off II miały rozegrać baraż w celu ustalenia kto zakwalifikuje się do drugiej rundy kwalifikacyjnej Ligi Konferencji Europy UEFA 2021/22. Ponieważ jednak Genk, zwycięzca Pucharu Belgii 2020/21, zajął w sezonie zasadniczym miejsce w czołowej czwórce, co gwarantowało, że wszystkie cztery drużyny Play-off I zakwalifikują się do europejskich rozgrywek. W rezultacie finał play-off nie został rozegrany, a zajmująca pierwsze miejsce drużyna Play-off II, Gent, zakwalifikowała się do drugiej rundy kwalifikacyjnej Ligi Konferencji Europy UEFA 2021/22
| Play-off I  |                    |   |   |   |   |    |    |     |    |    |                                                       |  |     |     |     |     |     |     |     |     |
| 1           | Club Brugge (M, Z) | 6 | 1 | 3 | 2 | 8  | 11 | −3  | 38 | 44 | Liga Mistrzów UEFA • Faza grupowa                     |  |     | 1–2 | 2–1 | 2–2 |     |     |     |     |
| 2           | Genk (P)           | 6 | 5 | 1 | 0 | 15 | 5  | +10 | 28 | 44 | Liga Mistrzów UEFA • III runda kwalifikacyjna         |  | 3–0 |     | 4–0 | 1–1 |     |     |     |     |
| 3           | Royal Antwerp      | 6 | 1 | 2 | 3 | 6  | 11 | −5  | 30 | 35 | Liga Europy UEFA • Runda play-off                     |  | 0–0 | 2–3 |     | 1–0 |     |     |     |     |
| 4           | Anderlecht         | 6 | 0 | 4 | 2 | 9  | 11 | −2  | 29 | 33 | Liga Konferencji Europy UEFA III runda kwalifikacyjna |  | 3–3 | 1–2 | 2–2 |     |     |     |     |     |
| Play-off II |                    |   |   |   |   |    |    |     |    |    |                                                       |  |     |     |     |     |     |     |     |     |
| 5           | Gent               | 6 | 4 | 1 | 1 | 13 | 6  | +7  | 25 | 38 | Liga Konferencji Europy UEFA II runda kwalifikacyjna  |  |     |     |     |     |     | 2–2 | 2–1 | 2–0 |
| 6           | Mechelen           | 6 | 3 | 2 | 1 | 15 | 11 | +4  | 24 | 35 |                                                       |  |     |     |     |     | 1–2 |     | 5–3 | 3–1 |
| 7           | Oostende           | 6 | 2 | 1 | 3 | 15 | 16 | −1  | 27 | 34 |                                                       |  |     |     |     | 0–4 | 2–2 |     | 6–2 |     |
| 8           | Standard Liège     | 6 | 1 | 0 | 5 | 7  | 17 | −10 | 25 | 28 |                                                       |  |     |     |     | 2–1 | 1–2 | 1–3 |     |     |

## Baraż o Jupiler Pro League
Seraing wygrał w dwumeczu z Waasland-Beveren 6-3 
baraż o miejsce w Eerste klasse na sezon 2021/2022.
| 1 maja 2021 | Seraing                      | 1:1   | Waasland-Beveren     |                                                                           |
| 18:30 CEST  | Georges Mikautadze 90+3' (k) | (0:0) | 70' (k) Michael Frey | Stade du Pairay, Seraing Widzów: mecz bez kibiców Sędzia: Lawrence Visser |

| 8 maja 2021 | Waasland-Beveren                        | 2:5   | Seraing                                                                                           |                                                                               |
| 12:00 CEST  | Michael Frey 15' (k) · Danel Sinani 51' | (1:2) | 22' (k), 70' Georges Mikautadze · 45+4' Brahim Sabaouni · 62' Wagane Faye · 90+5' Antoine Bernier | Freethiel Stadion, Beveren Widzów: mecz bez kibiców Sędzia: Alexandre Boucaut |

## Najlepsi strzelcy
| Bramki | Strzelcy           | Drużyna          |
| ------ | ------------------ | ---------------- |
| 33     | Paul Onuachu       | Genk             |
| 21     | Thomas Henry       | OH Leuven        |
| 20     | Gianni Bruno       | Zulte Waregem    |
| 20     | Roman Jaremczuk    | Gent             |
| 18     | Lukas Nmecha       | Anderlecht       |
| 17     | Yūma Suzuki        | Sint-Truiden     |
| 16     | Théo Bongonda      | Genk             |
| 16     | Raphael Holzhauser | Beerschot        |
| 16     | Noa Lang           | Club Brugge      |
| 16     | Fashion Sakala     | Oostende         |
| 16     | Iké Ugbo           | Cercle Brugge    |
| 15     | Smail Prevljak     | Eupen            |
| 14     | Dieumerci Mbokani  | Royal Antwerp    |
| 13     | Tarik Tissoudali   | Beerschot / Gent |

Źródło: .

## Stadiony
| Anderlecht                  |
| --------------------------- |
| Stade Constant Vanden Stock |
|                             |

| Antwerp       |
| ------------- |
| Bosuilstadion |
|               |

| Beerschot         |
| ----------------- |
| Olympisch Stadion |
|                   |

| Royal Charleroi            |
| -------------------------- |
| Stade du Pays de Charleroi |
|                            |

| Cercle Brugge Club Brugge |
| ------------------------- |
| Jan Breydel Stadion       |
|                           |

| Eupen           |
| --------------- |
| Kehrweg-Stadion |
|                 |

| Genk          |
| ------------- |
| Luminus Arena |
|               |

| Gent           |
| -------------- |
| Ghelamco Arena |
|                |

| Kortrijk             |
| -------------------- |
| Guldensporen Stadion |
|                      |

| Mechelen          |
| ----------------- |
| Achter de Kazerne |
|                   |

| Royal Excel Mouscron |
| -------------------- |
| Stade Le Canonnier   |
|                      |

| Oostende    |
| ----------- |
| Diaz Arena. |
|             |

| OH Leuven         |
| ----------------- |
| Stadion Den Dreef |
|                   |

| Sint-Truiden |
| ------------ |
| Stayen       |
|              |

| Standard Liège         |
| ---------------------- |
| Stade Maurice Dufrasne |
|                        |

| Waasland-Beveren  |
| ----------------- |
| Freethiel Stadion |
|                   |

| Zulte Waregem    |
| ---------------- |
| Regenboogstadion |
|                  |

Źródło: .